# Râul Gurnia
Râul Gurnia este un curs de apă, afluent al râului Tismana. Râul este foarte cunoscut în scrierile legate de Tismana. Trece pe alături și pe sub Mânăstirea Tismana și se varsă, (odinioară se vărsa în întregime) în cascadă, în râul Tismana, după câțiva zeci de metri. Stânca de deasupra peșterii prin care se revarsă Gurnia, se numește Stârmina. Actualmente Gurnia se bifurcă și numai o parte cade încă în cascadă. Inainte de construcția mânăstirii, Gurnia cădea în râul Tismana prin foarte multe mici cascade, locul fiind numit de locuitori "La Pișători".
Sfântul Nicodim a găsit locul sfânt unde visa să construiască o mânăstire, aici la "Pișători". Platoul de sub mânăstire este format din "sigă", stâncă formată din mari sedimente de calcar și calcit, amestecate cu micro organisme, aduse de Gurnia.

## Hărți
- Harta munții Vâlcan  Arhivat în 15 iunie 2011, la Wayback Machine.